# Neosarmatium trispinosum
Neosarmatium trispinosum is een krabbensoort uit de familie van de Sesarmidae. De wetenschappelijke naam van de soort is voor het eerst geldig gepubliceerd in 1994 door Davie.